# Eriope
Eriope, biljni rod iz porodice usnatica smješten u podtribus Hyptidinae, dio tribusa Salviae. Opisan je u Labiatarum Genera et Species 142. 1833. Sastoji se od 32 vrste endemičmne za Južnu Ameriku, uglavnom po Brazilu. Tipična je Eriope nudiflora Humb. & Bonpl. ex Benth., sinonim za Eriope crassipes

## Opis
Grmovi, polugrmovi.

## Vrste
1. Eriope alpestris Mart. ex Benth.
2. Eriope anamariae Harley
3. Eriope angustifolia Epling
4. Eriope arenaria Harley
5. Eriope blanchetii (Benth.) Harley
6. Eriope complicata Mart. ex Benth.
7. Eriope confusa Harley
8. Eriope crassifolia Mart. ex Benth.
9. Eriope crassipes Benth.
10. Eriope exaltata Harley
11. Eriope filifolia Benth.
12. Eriope foetida A.St.-Hil. ex Benth.
13. Eriope glandulosa (Harley) Harley
14. Eriope harleyi Schliewe, H.D.Ferreira, Graciano-Ribeiro & M.H.Rezende; otkrivena 2017.
15. Eriope hypenioides Mart. ex Benth.
16. Eriope hypoleuca (Benth.) Harley
17. Eriope latifolia (Mart. ex Benth.) Harley
18. Eriope luetzelburgii Harley
19. Eriope macrostachya Mart. ex Benth.
20. Eriope montana Harley
21. Eriope monticola Mart. ex Benth.
22. Eriope obovata Epling
23. Eriope orlandoi Harley; otkrivena 2023.
24. Eriope paradise Schliewe, H.D.Ferreira, Graciano-Ribeiro & Rezende; otkrivena 2017.
25. Eriope parvifolia Mart. ex Benth.
26. Eriope polyphylla Mart. ex Benth.
27. Eriope salviifolia (Pohl ex Benth.) Harley
28. Eriope sincorana Harley
29. Eriope tumidicaulis Harley
30. Eriope velutina Epling
31. Eriope viscosa Harley & Walsingham; otkrivena 2014.
32. Eriope xavantium Harley